# Liu Changle
Liu Changle (Xangai, 4 de novembro de 1951) é o presidente e CEO da Phoenix Satellite Television. Antes de criar a televisão, Liu trabalhou muitos anos na Rádio Nacional da China como repórter, editor, comentarista e chefe de departamento. Segundo a revista Forbes, sua fortuna é estimada em US$ 725 milhões.